# Paperino - Vita da lattaio
Paperino - Vita da lattaio (Donald Duck Milkman) è una storia a fumetti con personaggi della Disney realizzata da Carl Barks nel 1957.

## Storia editoriale
La storia, costituita da 10 tavole, venne consegnata da Carl Barks alla Western Printing il 19 settembre 1957 per essere pubblicata probabilmente sul n. 215 di Walt Disney's Comics and Stories, ma venne poi rifiutata perché, secondo Barks stesso, l'editore ritenne che il personaggio di Paperino fosse troppo violento con l'avversario di turno.
La storia venne quindi pubblicata per la prima volta solo nel 1974 sul n. 47 del settimanale olandese Donald Duck. Negli USA apparirà soltanto nel 1990 sul decimo volume della Carl Barks Library e su Walt Disney's Comics and Stories n. 550. Oltre che in Italia e negli Stati Uniti, la storia è stata pubblicata anche in Brasile (O Leiteiro), Danimarca (Den perfekte mælkemand), Finlandia (Maitomies), Francia (Pitié pour le laitier o Livreur de lait!), Germania (Der Milchmann), Norvegia (Melken skal frem!), Paesi Bassi e Svezia (Det perfekta mjölkbudet).
Barks ha dato all'avversario di Paperino le fattezze del porcello antropomorfo, privo in questa storia di un nome specifico, che ha già utilizzato in Paperino e la valle proibita e che, con varie denominazioni e qualche lieve modifica somatica, ripresenterà a più riprese.

## Edizioni
Pubblicazioni italiane
- Paperino & C. n. 31 (1983)
- Zio Paperone n. 69 (6/1995)
- La grande dinastia dei paperi n. 15 (2008)